# Le Bocal d'abricots
Le Bocal d'abricots est un tableau réalisé par le peintre français Jean Siméon Chardin en 1758. Cette huile sur toile de format ovale est une nature morte qui représente un dessus de table où des verres, des morceaux de pain, un couteau, des tasses, un tambourin et un paquet ficelé sont posés autour d'un bocal contenant des abricots. Exposée au Salon de peinture et de sculpture, à Paris, en 1761, l'œuvre appartient alors à l'orfèvre du roi Jacques Roëttiers de la Tour, tout comme son pendant Le Melon entamé. Achetée en 1962, elle est conservée dans les collections du musée des beaux-arts de l'Ontario, à Toronto, au Canada.

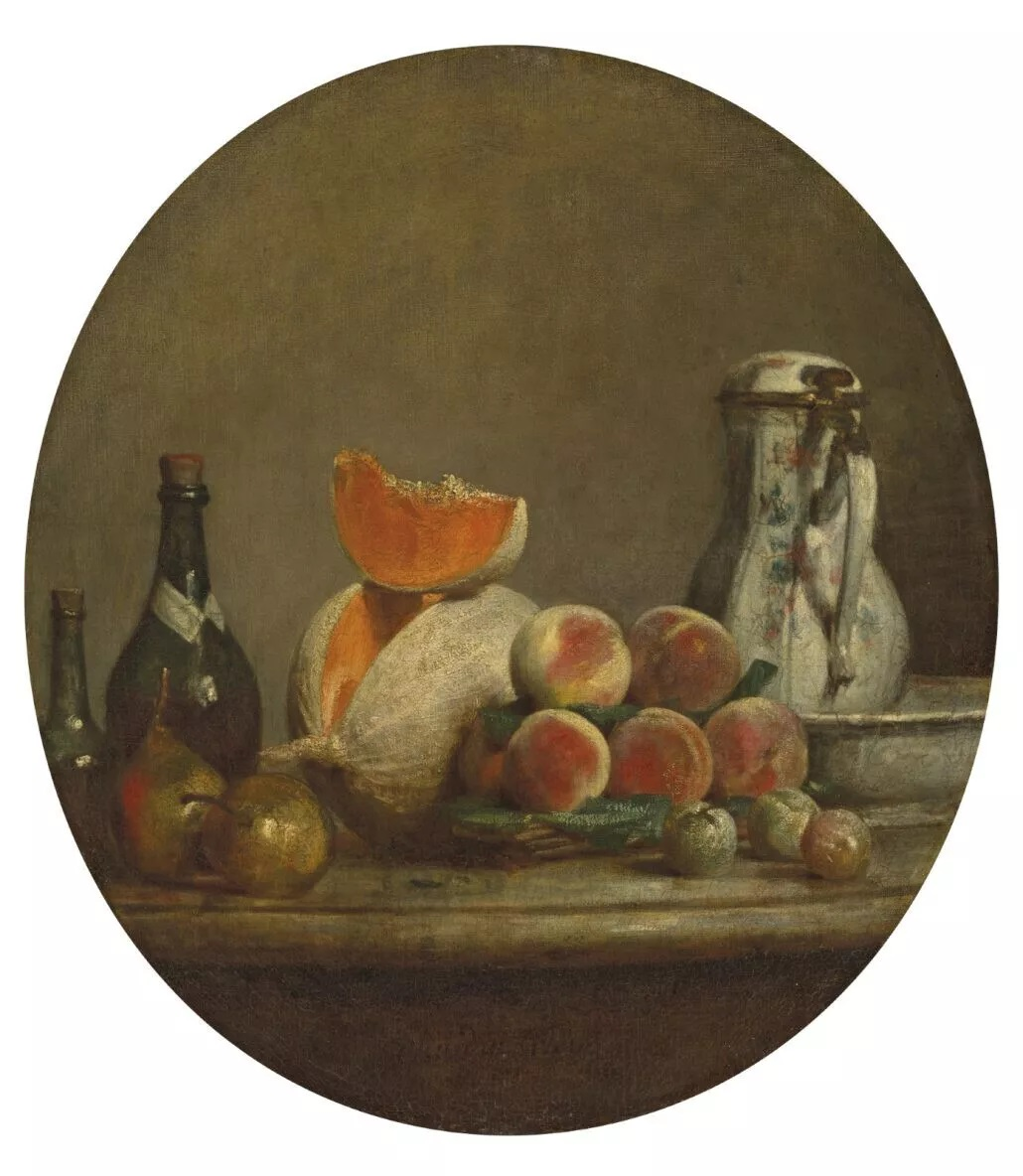
Le Melon entamé, 1760 – Musée d'Art Kimbell, Fort Worth.